# Паркер, Майло
Майло Паркер (англ. Milo Parker; род. 2002) — британский актёр.

## Биография
Майло Паркер родился в 2002 году в Великобритании. Посещает среднюю школу Фэрлингей в Вудбридже, также обучался в театральной компании Янгблад.
Дебютировал в кино в 2014 году в фильме «Железная схватка». Получил известность в 2015 году благодаря ролям в фильмах «Мистер Холмс» и «Ловушка для привидения». В 2016 году снялся в сериале «Дарреллы» и фильме «Дом странных детей мисс Перегрин».

## Фильмография
| Год       |     | Русское название                 | Оригинальное название                       | Роль                     |
| --------- | --- | -------------------------------- | ------------------------------------------- | ------------------------ |
| 2014      | ф   | Железная схватка                 | Robot Overlords                             | Коннор                   |
| 2015      | ф   | Мистер Холмс                     | Mr. Holmes                                  | Роджер Манро             |
| 2015      | ф   | Ловушка для привидения           | Gespensterjäger — Auf eisiger Spur          | Том Томпсон / Том Томски |
| 2016—2019 | с   | Дарреллы                         | The Durrells                                | Джерри Даррелл           |
| 2016      | кор | Дорогой Альбион                  | Dear Albion                                 | мальчик                  |
| 2016      | ф   | Дом странных детей мисс Перегрин | Miss Peregrine's Home for Peculiar Children | Хью Эпистон              |
| 2017      | док | МакКеллен: Играя роль            | McKellen: Playing the Part                  | молодой Иэн Маккеллен    |

## Награды и номинации
| Год  | Награда                                    | Категория                                                                  | Работа       | Результат |
| ---- | ------------------------------------------ | -------------------------------------------------------------------------- | ------------ | --------- |
| 2015 | Премия британского независимого кино       | Самый многообещающий дебют                                                 | Мистер Холмс | Номинация |
| 2016 | Сатурн                                     | Лучший молодой актёр                                                       | Мистер Холмс | Номинация |
| 2016 | Broadcast Film Critics Association Awards  | Best Young Actor/Actress                                                   | Мистер Холмс | Номинация |
| 2016 | Премия Лондонского кружка кинокритиков     | Young British/Irish Performer of the Year                                  | Мистер Холмс | Номинация |
| 2016 | Online Film & Television Association Award | Best Youth Performance                                                     | Мистер Холмс | Номинация |
| 2016 | Молодой актёр                              | Best Performance in a Feature Film — Supporting Young Actor (13 and Under) | Мистер Холмс | Номинация |